# Allocerellus
Allocerellus is een geslacht van vliesvleugeligen uit de familie Encyrtidae. De wetenschappelijke naam van dit geslacht is voor het eerst geldig gepubliceerd in 1915 door Silvestri.

## Soorten
Het geslacht Allocerellus omvat de volgende soorten:
- Allocerellus ater Prinsloo, 1995
- Allocerellus bizonatus Annecke & Mynhardt, 1970
- Allocerellus curtus Prinsloo, 1995
- Allocerellus hortensis Annecke & Mynhardt, 1970
- Allocerellus inquirendus Silvestri, 1915
- Allocerellus mimus Prinsloo, 1995
- Allocerellus notatus Prinsloo, 1995
- Allocerellus orestes Annecke & Mynhardt, 1970
- Allocerellus paulus Annecke & Mynhardt, 1970
- Allocerellus venustus Annecke & Mynhardt, 1970
- Allocerellus vittatus Annecke & Mynhardt, 1970
- Allocerellus zonatus Annecke & Mynhardt, 1970